# Vasaskőfalva
Vasaskőfalva (Pietroasa), település Romániában, a Partiumban, Bihar megyében.

## Fekvése
Belényestől délkeletre, a Bihar-hegység alatt, Gurány keleti szomszédjában fekvő település.

## Története
Vasaskőfalva nevét 1587-ben említette először oklevél Petroz néven.
1692-ben Petraz, 1808-ban Petrósz, 1913-ban Vasaskőfalva néven említették az oklevelek.
1660-ban Horváth Lázár birtoka volt, majd a görögkatolikus püspök lett a földesura, aki itt még a 20. század elején is birtokos volt.
Az 1800-as években vasgyára is volt, amely 1871-ben pusztult el.
Határa természeti szépségekben gazdag, itt található az úgynevezett "Beszélő szikla", a "Grejtor" szép hegycsúcsai között van a "Cornu Muntyilor", melyből a Drágán-patak, majd további folyásában a Sebes-Körös ered.
Vasaskőfalva (Petrósz) határában fakad még a Hév-Szamos, a Bulsza- és a Galbina-patak is.
Itt van a híres havasi "Csetátye-barlang" is, amely az ország legszebb, legérdekesebb és legnagyobb barlangjainak egyike. Rendkívüli nagyságával és vadregényességével meglepő hatással van az utazóra, és részleteiben is nagyszerű. Ugyancsak határában van a petrószi jégbarlang is, mely egy cseppkőbarlanggal áll összeköttetésben.
1917-ben 1077 lakosából 35 magyar, 24 német, 995 román volt. Ebből 40 római katolikus, 27 görögkatolikus, 991 görögkeleti ortodox volt.
A 20. század elején Bihar vármegye Vaskohi járásához tartozott.

## Hivatkozások

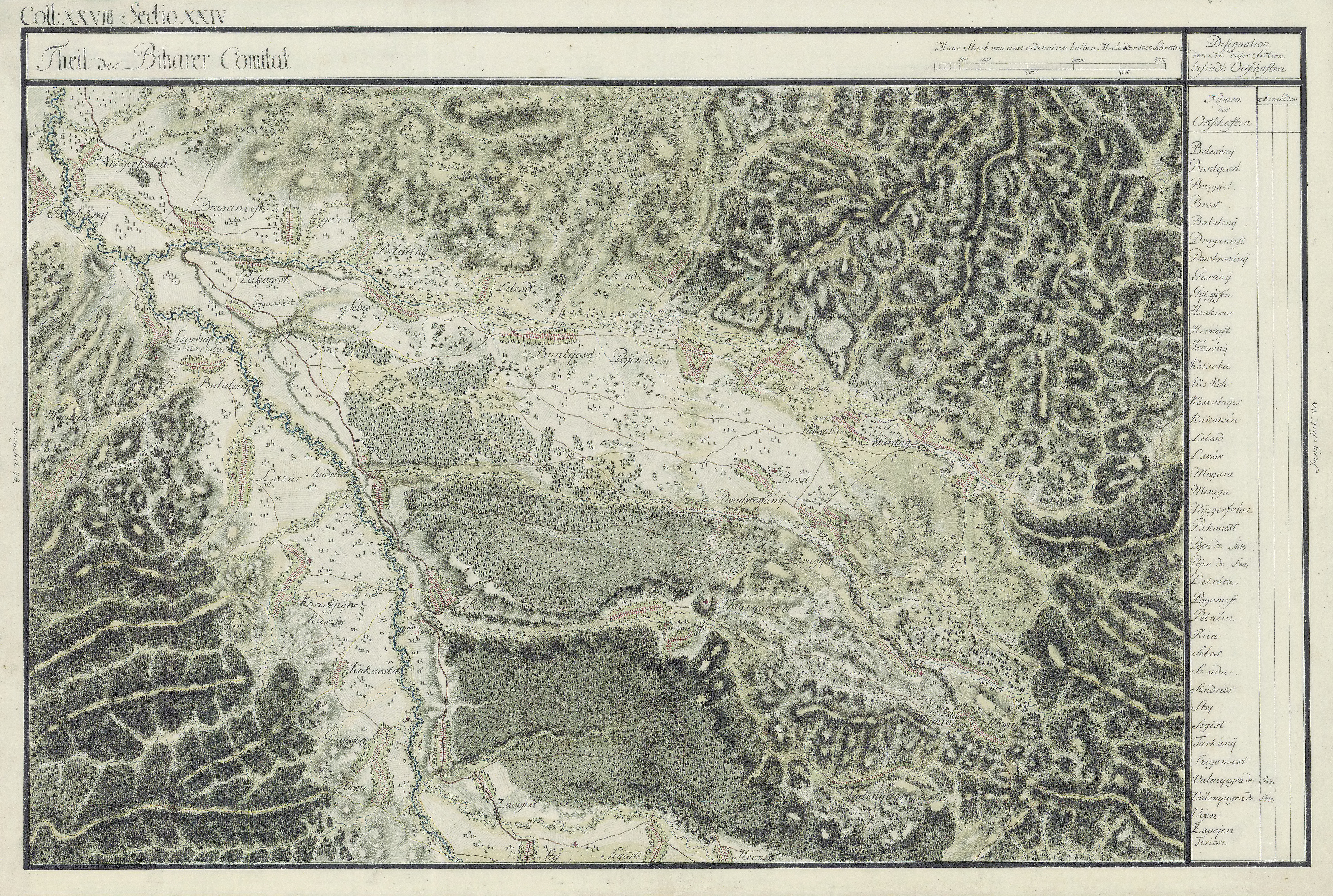
Vasaskőfalva (Petrócz) egy régi térképen

## Nevezetességek
- Csetátye-barlang
- Petrószi jégbarlang
- Beszélő szikla